# گذرنامه واکسن

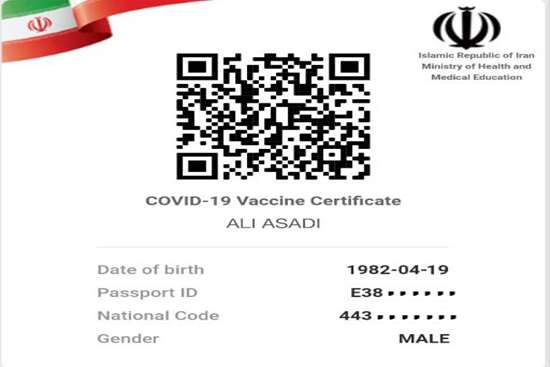

پاسپورت واکسن یا گذرنامه واکسن یا گذرنامه مصونیت سندی است که نشان می‌دهد یک فرد نسبت به یک بیماری واگیردار مصونیت دارد. پاسپورت واکسن معادل مدرک واکسیناسیون یا برگه زرد نیست. افرادی که بیماری را گرفته باشند و بهبود یافته باشند نیز به دلیل ایمنی داشتن نسبت به بیماری خواهند توانست پاسپورت مصونیت را دریافت کنند.
مفهوم گذرنامه واکسن بیش از هر زمان در طی دنیاگیری کووید-۱۹ به عنوان راهی برای احیای سریع تر اقتصادی مطرح شد. اتحادیه اروپا برای صدور گذرنامه‌های واکسن تصمیم جدی گرفته‌است، اما این تصمیم با اعتراضاتی از جمله در دانمارک مواجه شد. مخالفان پاسپورت واکسن آن را تبعیض آمیز و مغایر با حقوق بشر می‌دانند. چرا که بین شهروندانی که واکسن زده و بقیه شهروندان تبعیض ایجاد شده و در نهایت به تبعیض طبقاتی دامن زده خواهد شد. به خصوص با توجه به این که بسیاری از شهروندان کشورهای فقیر و در حال توسعه امکان دریافت واکسن کرونا را تا سال‌ها نخواهند داشت.